# スピニング・アラウンド
「スピニング・アラウンド」 (Spinning Around) は、オーストラリアのシンガーソングライターであるカイリー・ミノーグが2000年に発表した楽曲である。

## 概要
「スピニング・アラウンド」は7枚目のアルバム『ライト・イヤーズ』からリード・シングルとしてリリースされた。この曲でカイリーは「ティアーズ・オン・マイ・ピロー」 (1990年) 以来10年ぶりの全英1位を獲得。それだけでなくオーストラリアでも久々の1位を獲得し、直前まで囁かれていた低迷期からの脱却を果たした。

## 楽曲
元々この曲は、作曲者の一人であるアメリカのポップシンガー、ポーラ・アブドゥルのために制作された曲であった。ポーラのヴァージョンはリリースされなかったが、そのデモトラックをカイリーを担当しているニューヨーク勤務のA&Rが聴き、カイリーに合うと考え知らせたという。
これまでソングライターとしての経験も積んできたカイリーではあるが、彼女の手が入っていないこの曲を歌うことについては「自作曲であるか否かは気にしない。できる限り最良の曲を選びたい」と語っている。
なお、もうひとりの作曲者であるカーラ・ディオガルディはこの時点でカイリーのことを知らなかったが、完成したミュージック・ビデオを見て気に入ったとのこと。

## ミュージック・ビデオ
ミュージック・ビデオはドーン・シャドフォースが監督した。このミュージック・ビデオで見せたゴールドのホットパンツとお尻は話題を呼び再ブレイクに一役買った。

## トラック・リスト
- イギリス/オーストラリア CD 1

1. "Spinning Around" -- 3:28
2. "Spinning Around" (Sharp Vocal Mix) -- 7:04
3. "Spinning Around" (7th Spinnin' Dizzy Dub) -- 5:23
4. "Spinning Around" (Video)

- イギリス/オーストラリア CD 2

1. "Spinning Around" -- 3:28
2. "Cover Me with Kisses" -- 3:08
3. "Paper Dolls" -- 3:34

- ヨーロッパ CD 1

1. "Spinning Around" -- 3:28
2. "Cover Me with Kisses" -- 3:08
3. "Paper Dolls" -- 3:34
4. "Spinning Around" (Sharp Vocal Mix) -- 7:04
5. "Spinning Around" (Video)

- イギリス・12"レコード

-A-Side:
1. "Spinning Around" (Sharp Vocal Mix) ― 7:04
2. "Spinning Around" (7th District Club Mix) ― 6:33

-B-Side:
1. "Spinning Around" (7th District Dub Like This Mix) ― 5:23
2. "Spinning Around" (7th District Club-Mental Mix) ― 6:33